# Listriolobus hexamyotus
Listriolobus hexamyotus är en djurart som tillhör fylumet skedmaskar, och som beskrevs av Fisher, W.K. 1949. Listriolobus hexamyotus ingår i släktet Listriolobus och familjen Echiuridae. Inga underarter finns listade i Catalogue of Life.